# Mina (Nevada)
Mina é uma pequena comunidade e região censitária no condado de Mineral, estado do Nevada, nos Estados Unidos. A comunidade fica localizada ao longo da U.S. Route 95  Em 2010, segundo o censo levado a cabo nesse ano, a população era de 155 habitantes..

## História
Mina foi fundada como uma vila ferroviária em 1905 e foi batizada como Ferminia Sarras, uma grande dona de propriedades e famosa prospetora, conhecida como a   'Copper Queen.' ("Rainha da Cobre" em português) A empresa  Nevada & California Railway,uma divisão da Southern Pacific Railroad, tinha uma estação na vila.
Gee Jon e Hughie Sing foram acusados em 27 de agosto de 1921,  do assassinato em Mina de  Tom Quong Kee  e como resultado, Gee Jon, um membro do gang Hop Sing Tong de 29 anos tornou-se a primeira pessoa do mundo a ser executada na câmara de gás. A execução teve lugar na Nevada State Prison em 8 de fevereiro de 1924 em Carson City.
Sodaville foi uma vila e estação  da Carson and Colorado Railway, a cerca de 6 quilómetros de Mina. A estação de correios esteve ativa em Sodaville entre 9 de outubro de 1882 e 31 de março de 1917, quando as suas operações foram transferidas para Mina.  Mina também foi estação da Tonopah and Goldfield Railroad.

## Geografia
Mina no  Soda Spring Valley no leste do condado de Mineral ao longo da U.S. Route 95, 55 quilómetros  Hawthorne e 110 quilómetros a noroeste de Tonopah. De acordo com o U.S. Census Bureau, a região censitária de Mina tem 6.2 km2, todos de terra.

### Clima
A classificação climática de Köppen-Geiger classifica o clima da região como sendo semiárido, abreviado. Este tipo de clima ocorre primeiramente na periferia de verdadeiros desertos em baixa altitude semiáridos, regiões de estepes.

## Ligações externas

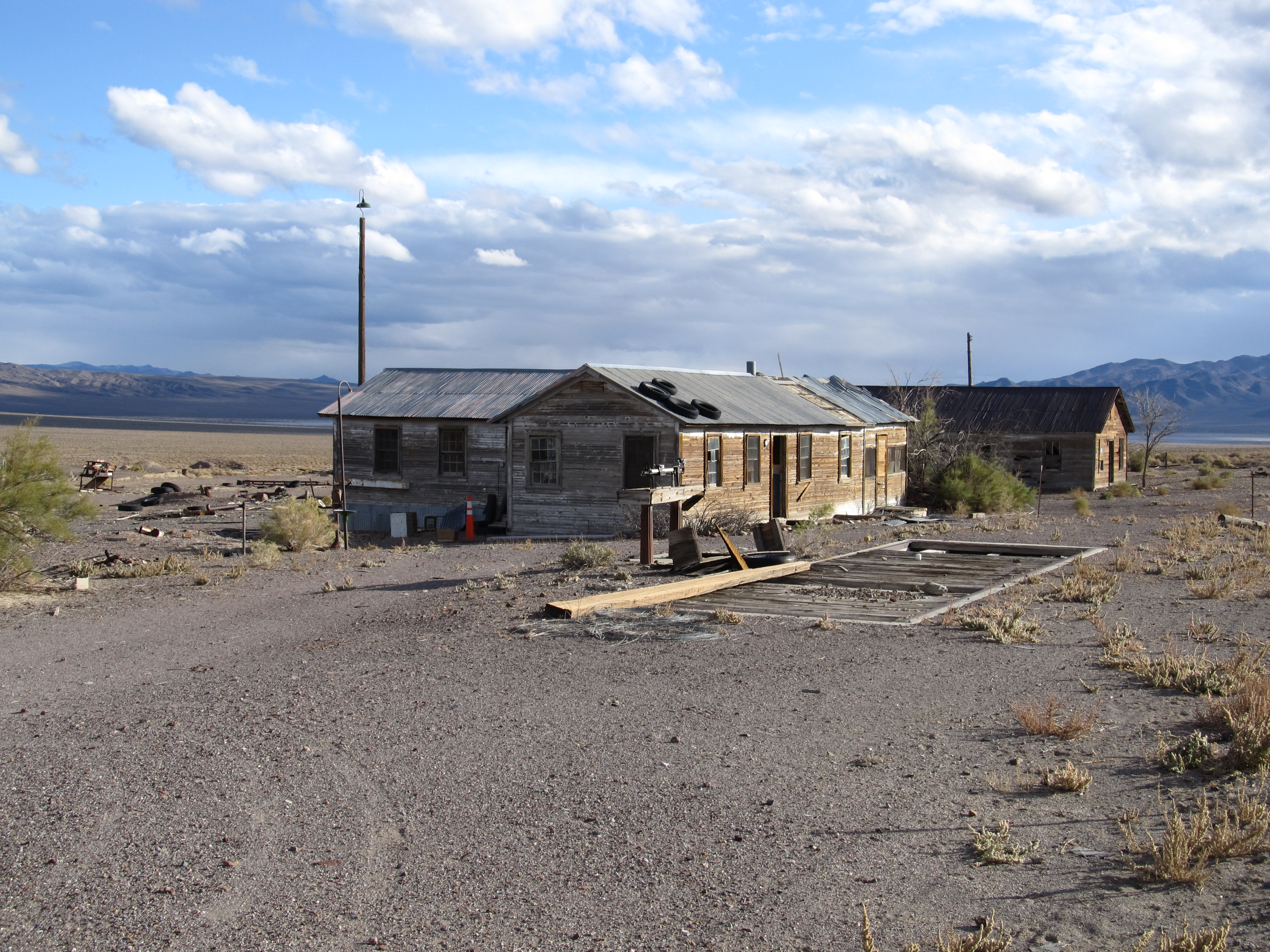
Sodaville, uma cidade fantasma a 6 quilómetros ao sul de Mina